# Luka Holmegaard
Luka Holmegaard (tidligere Ida Holmegaard, født 25. februar 1990 på Frederiksberg) er en dansk forfatter. Han er uddannet fra Forfatterskolen i 2013. I 2015 debuterede forfatteren med romanen Emma Emma. Han har udgivet bøger i forskellige genrer, blandt andet essayhybriden Look og digtsamlingen Havet i munden.
Han har vundet den svenske queer-litteraturpris "Prisma Litteraturpris 2023", modtaget et to-årigt arbejdslegat fra Velux-fonden og været nomineret to gange til Politikens Litteraturpris. Han er oversat til svensk og tysk. Holmegaard har skrevet essays og kunstkritik for Dagbladet Information og laver ofte værker og samarbejder i kontekst af billedkunst og performance.
Luka Holmegaard hed oprindelig Ida Holmegaard, og forfatterens to første romaner Emma Emma og Graceland blev udgivet under dette navn.